# Pseudohaje nigra
Espèce
Synonymes
- Naia guentheri Boulenger, 1896

Statut de conservation UICN

 LC  : Préoccupation mineure
Pseudohaje nigra est une espèce de serpents de la famille des Elapidae.

## Répartition
Cette espèce se rencontre en Sierra Leone, au Liberia, en Côte d'Ivoire, au Togo, au Ghana et au Nigeria. 
Sa présence est incertaine en Centrafrique.

## Publication originale
- Günther, 1858 : Catalogue of Colubrine Snakes in the Collection of the British Museum, London, p. 1-281 (texte intégral).